# يوم الرقم
يوم الرقم يوم لغطفان على بني عامر بن صعصعة، وقيل أن عامرا فر على فرس تسمى الرحالة، أما أخوه الحكم بن الطفيل، فخاف يوم الرقم أن يؤسر، فقتل نفسه خنقا.

## الموقع
الرقم هو ماء لبني غطفان وقيل جبال دون مكة، وذكر البكري ومعمر بن المثنى أن يوم الرقم سمي أيضا يوم يأجج، ويأجج واد قرب مكة.

## وصف المعركة
أغارت بنو عامر على بلاد غطفان بالرقم واختُلِف فيمن قاد بني عامر، فقيل عامر بن الطفيل وقيل يزيد بن الصعق. وقاد عتبة بن حصين بني فزارة، ويزيد بن سنان قاد بني مرة وقيل أنه الحارث بن عوف، فانهزمت بنو عامر، وزعمت غطفان أنهم أصابوا من بنى عامر يومئذ أربعة وثمانين رجلا، فدفعوهم إلى أهل بيت من أشجع، كانت بنو عامر قد أصابوا فيهم، فقتلوهم أجمعين.
وانهزم الحكم بن الطفيل مع جماعة من أصحابه، فيهم خوات بن كعب حتى انتهوا إلى ماء يقال له: المرورات، فماتوا عطشا، وخنق الحكم ابن الطفيل نفسه مخافة المثلة، فقال في ذلك عروة بن الورد: